# Großer Möseler
Großer Möseler (wł. Grande Mèsule) – szczyt w Alpach Zillertalskich, w Alpach Wschodnich. Leży na granicy między Austrią (Tyrol), a Włochami (Trydent-Górna Adyga). Na szczyt można wejść ze schroniska Furtschaglhutte (2337 m) lub z Berlinhutte (2040 m).
Pierwszego wejścia, 16 czerwca 1865, dokonali: G. H. Fox, Douglas William Freshfield, Francis Fox Tuckett, François Devouassoud i Peter Michel.